# Benešov nad Ploučnicí
Benešov nad Ploučnicí là một thị trấn thuộc huyện Děčín, vùng Ústecký, Cộng hòa Séc.